# Pasiano di Pordenone
Pasiano di Pordenone é uma comuna italiana da região do Friuli-Venezia Giulia, província de Pordenone, com cerca de 7.419 habitantes. Estende-se por uma área de 45.5 km², tendo uma densidade populacional de 163 hab/km². Faz fronteira com Azzano Decimo, Gorgo al Monticano (TV), Mansuè (TV), Meduna di Livenza (TV), Porcia, Pordenone, Prata di Pordenone, Pravisdomini.

## Demografia
| Variação demográfica do município entre 1861 e 2011                               |
|                                                                                   |
| Fonte: Istituto Nazionale di Statistica (ISTAT) - Elaboração gráfica da Wikipedia |